# Newmarket Press
 (avril 2016).
Si vous disposez d'ouvrages ou d'articles de référence ou si vous connaissez des sites web de qualité traitant du thème abordé ici, merci de compléter l'article en donnant les références utiles à sa vérifiabilité et en les liant à la section « Notes et références ».
Newmarket Publishing and Communications Company et sa filière d'édition Newmarket Press, ont été fondés en 1981 par le président et éditeur Esther Margolis. 

## Description
Newmarket publie environ 20 à 30 livres par an, principalement des livres de non-fiction, dans les domaines de la petite enfance et de la parentalité, du cinéma et des arts du spectacle, de la psychologie, de la santé et de la nutrition, de la biographie, histoire, des entreprises et des finances personnelles.
Il est une filiale de HarperCollins depuis 2011.